# Necroscia
Necroscia är ett släkte av insekter. Necroscia ingår i familjen Diapheromeridae.

## Dottertaxa tillNecroscia, i alfabetisk ordning[1]
- Necroscia affinis
- Necroscia albofasciata
- Necroscia analis
- Necroscia annulipes
- Necroscia aruana
- Necroscia balighena
- Necroscia bidentata
- Necroscia bistriolata
- Necroscia brunneri
- Necroscia ceres
- Necroscia chloris
- Necroscia chlorotica
- Necroscia conspersa
- Necroscia davidis
- Necroscia densegranulosa
- Necroscia distincta
- Necroscia eucerca
- Necroscia fasciata
- Necroscia fasciolata
- Necroscia fatua
- Necroscia flavescens
- Necroscia flavogranulosa
- Necroscia flavoguttulata
- Necroscia fuscoannulata
- Necroscia haanii
- Necroscia horsfieldii
- Necroscia inflata
- Necroscia inflexipes
- Necroscia involutecercata
- Necroscia ischnotegmina
- Necroscia kotatinggia
- Necroscia lacteipennis
- Necroscia maculata
- Necroscia maculiceps
- Necroscia manicata
- Necroscia marginata
- Necroscia mentaweiana
- Necroscia mista
- Necroscia monticola
- Necroscia multicolor
- Necroscia munda
- Necroscia nigrofasciata
- Necroscia notata
- Necroscia ovata
- Necroscia pallida
- Necroscia philippina
- Necroscia pirithous
- Necroscia potameis
- Necroscia prasina
- Necroscia pseudocerca
- Necroscia punctata
- Necroscia robustior
- Necroscia rosenbergii
- Necroscia rubeola
- Necroscia simplex
- Necroscia stali
- Necroscia thisbe
- Necroscia tonquinensis
- Necroscia westwoodi
- Necroscia virens
- Necroscia vittata